# Rafael Serna
Rafael Serna Gil (Medellín, 27 de abril de 1920 - Medellín, 8 de noviembre de 1997) fue un futbolista colombiano que jugó de centrocampista. Es considerado el mejor jugador del Medellín durante su época amateur. También fue el primer futbolista en anotar un gol en el fútbol profesional colombiano.

## Historia
Con solo 17 años integró la nómina del Medellín donde permaneció hasta 1948, es considerado por los historiadores como el mejor futbolista que tuvo el club durante su época amateur en la que el equipo rojo consiguió 8 campeonatos departamentales de 9 posibles.
En 1947 fue convocado por la selección de Colombia para disputar el campeonato sudamericano 1947, donde jugó 4 partidos.
En 1948 pasó al club Atlético Municipal, En ese año pasó a la historia al convertirse en el primer anotador del fútbol profesional colombiano, en el minuto 15 del encuentro entre Municipal y la Universidad Nacional, de pena máxima, le anoto un gol al guardameta Rafael Cardona en el hipódromo de San Fernando.
Rafael Serna es el tío abuelo del exfutbolista Mauricio Serna.

## Clubes
| Club           | País     | Año       |
| -------------- | -------- | --------- |
| Medellín F.B.C | Colombia | 1937-1948 |
| Municipal      | Colombia | 1948-1950 |

## Selección nacional

### Participaciones en el Campeonato Sudamericano[6][4]
| Copa América                 | Sede    | Resultado | Partidos |
| ---------------------------- | ------- | --------- | -------- |
| Campeonato Sudaméricano 1947 | Ecuador | 8.º lugar | 4        |